# Fidschi-Ralle

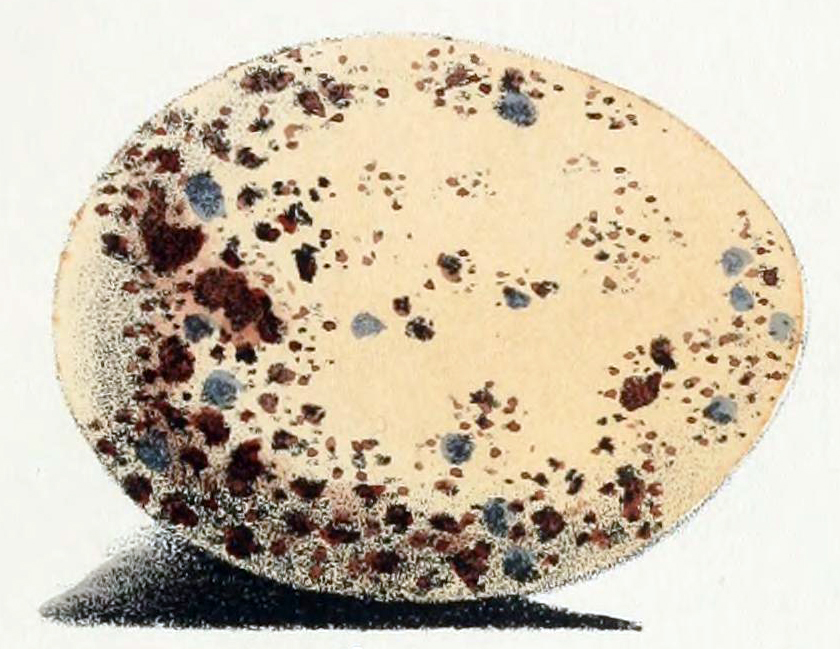
Ei der Bindenflügelralle

Die Fidschi-Ralle oder Bindenflügelralle (Hypotaenidia poecilopterus, Synonym: Nesoclopeus poecilopterus) ist ein höchstwahrscheinlich ausgestorbener flugunfähiger Vogel von der Fidschi-Insel Viti Levu.

## Aussehen
Die Fidschi-Ralle war 36,5 cm lang. Sie hatte einen orange oder bräunlichgelben Schnabel mit gelblichweißer Spitze, der länger ist als der Kopf. Die gelben oder grauweißen Beine und Zehen waren kurz und kräftig, viel größer als bei der Bindenralle (Gallirallus philippensis).
Sie war wahrscheinlich flugunfähig und hatte abgerundete, ziemlich weiche Flügel mit gut entwickelten Schäften der Flugfedern. Die Handschwingen waren breit und an der Spitze abgerundet. Die Schwanzfedern waren ziemlich verkümmert und hatten dünne Federschäfte.
Die schwärzlichen Unterschwanzdecken waren unregelmäßig und undeutlich braun gebändert. Handschwingen und Flügeldecken waren kastanienbraun und dabei in fast ihrer gesamten Länge schwarz und hellbraun quergebändert. Die Unterflügeldecken waren schwarz und haben jeweils 3 bis 4 weiße Randflecken.
Die Oberseite und der Schwanz des Vogels hatten eine dunkelbraune Farbe, die etwas in Kastanienbraun überging. Die gesamte Unterseite, die Kopfseiten, Hals- und Halsseiten und ein verwaschener Strich auf den Schläfen war schiefergrau. Die Brustseiten, Schenkel und Unterschwanzdecken waren dunkler, mehr schwärzlich. Die Federn der Bauch- und Flankenbefiederung hatten weißliche Spitzen. Die Zügel waren braun und fast kahl. Kinn und Kehle waren weißlich. Die Iris war hellbraun.

## Lebensweise und Bestand
Die Fidschi-Ralle galt, da sie zuletzt 1890 nachgewiesen wurde, als ausgestorben, bis sie 1973 lebend wiederentdeckt wurde. Inzwischen gilt sie seit 1994 wieder als ausgestorben.
Sie lebte auf den Fidschi-Inseln Viti Levu und Ovalau, wo sie Sümpfe und dichte Taro-Felder bewohnte. Sie war ein sehr scheuer, versteckt lebender Vogel, der nie fliegend beobachtet wurde.
Die Vögel brüteten von Oktober bis Dezember in einem Nest, das am Boden aus Riedgräsern gebaut wurde. Das Gelege bestand aus etwa sechs 50 × 35 mm großen umber- und cremefarbenen Eiern mit purpurfarbenen oder dunkel blutroten Flecken.